# Fena Lake
Fena Lake är ett vattenmagasin i Guam (USA). Det ligger i kommunerna Agat och Santa Rita i den sydvästra delen av Guam, 14 km söder om huvudstaden Hagåtña. Fena Lake ligger 34 meter över havet. Arean är 0,59 kvadratkilometer. Sjön skapades 1951 genom bygget av Fena Lake Dam i den nordöstra delen av dammen.
Genomsnittlig årsnederbörd är 2 405 millimeter. Den regnigaste månaden är september, med i genomsnitt 611 mm nederbörd, och den torraste är april, med 26 mm nederbörd.